# Nassaukwartier en Hout
Nassuakwartier en Hout is een buurt in Alkmaar, onderdeel van de wijk Zuid. De buurt bestaat uit de Alkmaarderhout en de woonbuurt Nassaukwartier. Deze woonbuurt is grotendeels aangelegd in de Geesterhout, dat onderdeel uitmaakte van de Alkmaarderhout.
Een groot deel van deze buurt valt onder het rijksbeschermd gezicht Westerhoutkwartier.